# ニベア花王
ニベア花王株式会社（ニベアかおう）は、世界的なスキンケアブランド「NIVEA」を持つドイツの化粧品会社バイヤスドルフと、日本の日用品・化粧品大手の花王が設立した合弁会社である。
ニベア以外にもバイヤスドルフ社のいくつかのブランドを販売する。事業所は、東京都中央区新富。

## 概要
ニベア（NIVEA）は、ドイツで1911年に開発・発売されたスキンケアクリームの世界的トップシェアーを誇るブランドで、現在は世界187カ国で発売されている。なお、ニベアブランドはスキンケアクリーム以外にも多数の種類があるが、シャンプーなどのヘアケアのように、海外で発売されていても日本で発売されていない種類が数多くある。
日本法人のニベア花王は1968年に、ニベア発売元の日本法人「バイヤスドルフ・ホールディング・ジャパン」と花王（当時・花王石鹸）が合弁で出資した会社で、スキンケアクリームを中心に、日焼け止め、リップケア、制汗剤などを発売している。
2000年代頃まで発売商品には発売元・ニベア花王株式会社、製造元・花王株式会社(1985年9月までは花王石鹸株式会社）と記されていた。2024年現在はニベア花王のみ記されている。
2024年現在、テレビCMではニベア花王の社名は出していない。1980年代まで、ニベアクリーム・ニベアスキンミルク・アトリックスハンドクリーム・8×4・アゼア・クレメイン・ハンザプラスト・シャインフローネには花王石鹸（花王）と同じく月のマークがCMに出されていた（1985年に花王石鹸が花王と社名を変えた一時期のみ、ニベアスキンミルクのCMで花王のロゴと月のマークが出されていたことがあった）。その一方でリベーヌ・リマーラ・Gymには月のマークは出されていなかった。

## 現在の発売ブランド・主な商品
花王製品一覧も参照のこと。

### ニベア
- ニベアクリーム - 全身用クリーム。ブランドの中心的存在
- ニベアソフト - 全身用クリーム。ニベアクリームに比べ、練りが柔かい
- ニベア スキンミルク - 全身用乳液。保湿を目的にしたものの他、美白やひきしめを主眼に置いたものなどがある。かつては「ニベアボディ」ブランドだった
- ニベア マシュマロケア
- ニベア クリームケア - 「ニベアクリーム」の成分が配合された商品群に用いられており、洗顔料・ボディウォッシュ・リップバームがある。洗顔料は「しっとり」「ブライトアップ」「リッチバウンス」「とてもしっとり」の4種類を展開。またフェイスクレンジングは「リッチバウンス」「しっとり」「ブライトアップ」の3種類を展開
- ニベア エンジェルスキン - ボディウォッシュ
- ニベア デオドラントアプローチ - 制汗・デオドラント
- ニベア モイスチャーリップ - 高保湿タイプは「ニベア ディープモイスチャーリップ」となる
- ニベアサン - 日やけ止め。「ニベアクリーム」の成分が配合された「ニベアサン クリームケア」もある
- ニベアメン - 男性向け
- ニベア ロイヤルブルー - 50代、60代女性に向けたシリーズで、年齢を重ねることで生じる悩みに対応。ボディミルク・リップクリームがある
- ニベア ミルキーケア - 洗顔料「ディープクリア」・角質オフ「スムースクリア」の2種類を展開。

### 8×4（エイト・フォー）
制汗剤ブランド。詳細は8×4を参照。

### アトリックス
ハンドクリームブランド。近年はジェルタイプやミルクタイプの商品も発売されている。美容にも特化したハンドクリームアトリックスビューティーチャージシリーズも販売している。

## 過去に発売されたブランド・商品
- リベーヌ→リベーヌナチュール→リベーヌナチュールα - 基礎化粧品
- アゼア - 薬用スキンクリーム
- セナー - スキンクリーム（花王本体へ販売移行後に廃番）
- シャインフローネ - 制汗剤
- Gym - 男性向け制汗剤
- ソレア - 薬用ボディローション
- リマーラ - スプレーコロン
- クレメイン - 日焼け止めクリーム
- ハンザプラスト - 救急絆創膏
- テサ パワーストリップ - 再剥離両面粘着テープ

## 広告活動

### 放送スポンサー
2005年10月から、日本テレビ水曜ドラマ（22時）に親会社の花王に代って「NIVEA」のスポンサークレジットで提供していた（花王本体が協賛した2006年10月〜12月の『14才の母』は除く）が、2010年4月以後はそのスポンサード枠（原則60秒。まれに90秒。2013年10月から2016年3月（2014年1月期の『明日、ママがいない』は途中降板）まで30秒＜各社扱い＞）は花王本社に移行（復帰）した。
なお、合弁元の花王が提供している番組（一社提供であるTBSの『A-Studio』など）でもCMが放送されることがある。

### イメージキャラクター

#### 現在
- 田中みな実（ニベア デオドラント アプローチ／ニベア UVディーププロテクト&ケア／ニベア デオプロテクト&ケア スプレー／ニベア クリアビューティー2WAY美容洗顔／アトリックス ビューティーチャージ）
- 松本まりか（ニベア プレミアムボディミルク）
- 菊地凛子（ニベア リペアエキスパート）
- 吉岡里帆（ニベア クリームケア ボディウォッシュ W保水美肌）
- 岡田結実（ニベア エンジェルスキン ボディウォッシュ）
- 福原遥（ニベア ディープモイスチャー リップ）
- 藤田ニコル（8×4）

#### 過去
- 安永亜衣（ニベア）
- 青山恭子（ニベア）
- 黒田知永子（ニベア）
- 田波涼子（ニベア）
- 樋場早紀（ニベアサン）
- 波瑠（ニベアサン）
- 加藤夏希（ニベアボディ）
- 古村比呂（ニベアスキンミルク）
- 河合美智子（ニベアスキンミルク）
- 満島ひかり（ニベア）
- 吉高由里子（ニベア）
- ケリー（ニベア）
- 藤本美貴（ニベア）
- 米倉涼子（ニベア）
- 池田カトリーナ（ニベアリップケア）
- 小林涼子（ニベアリップケア）
- 白石麻衣（ニベアマシュマロケア）
- 齋藤飛鳥（ニベアマシュマロケア）
- 浦浜アリサ（ニベアインシャワーボディローション）
- 樋口可南子（ニベアヴィタル）
- 松嶋菜々子（日焼け止め）
- 芳根京子（ニベアデオドラントアプローチ）
- 山本美月（ニベア ディープモイスチャー リップ）
- 吉瀬美智子（ニベア プレミアムボディミルク）
- 長谷川京子（ニベア クリームケア ボディウォッシュ）
- 新木優子（ニベア サン／ニベア ミルキークリア洗顔料）
- 篠原涼子（ニベア クレンジングオイル ビューティースキン／ニベア クリームケア 弱酸性泡洗顔）
- 岡田将生（ニベア エンジェルスキン）
- ディーン・フジオカ（ニベア ロイヤルブルー）
- 松下由樹（8×4）
- 鳥越マリ（8×4）
- 工藤夕貴（8×4）
- 坂井真紀（8×4）
- MAX（8×4）
- ZONE（8×4）
- 上戸彩（8×4）
- 榮倉奈々（8×4）
- 片瀬那奈（8×4）
- 徳澤直子（8×4）
- 西山茉希（8×4 Kirei）
- AKEMI（8×4 Kirei）
- 知花くらら（8×4パウダースプレー）
- 比嘉愛未（8×4パウダースプレー）
- 絵美里（8×4パウダースプレー）
- 多部未華子（8×4パウダースプレー）
- 広瀬アリス（8×4デオウォーター）
- 剛力彩芽（8×4デオウォーター）
- 青山倫子（8×4ロールオン）
- 川島永嗣（8×4 MEN）
- 長谷部誠（8×4 MEN）
- 中村獅童（8×4 MEN）
- 永瀬まり（アトリックス）
- 国仲涼子（アトリックス）
- 持田香織（アトリックス）
- 宮本笑里（アトリックス ビューティーチャージ）
- 羽田美智子（アトリックス ビューティーチャージ プレミアム）
- 竹下景子（リベーヌ）
- 坂口良子（リベーヌ）
- 志穂美悦子（リベーヌ）
- 紺野美沙子（リベーヌナチュール）
- 杏里（リマーラ）